# Il pianto delle zitelle (film 1958)
Il pianto delle zitelle è un cortometraggio del 1958, diretto dal regista Gian Vittorio Baldi.

## Trama
Il documentario segue il pellegrinaggio al santuario della Santissima Trinità di Vallepietra, nell'alta valle dell'Aniene, dove migliaia di pellegrini, soprattutto donne di tutte le età, risalgono a piedi i fianchi del monte Autore per depositare nella santa grotta i loro voti, la loro speranza, la loro fede.
Le zitelle sono le zite, cioè le cosiddette ragazze da marito, ma alla processione partecipano anche donne sposate. 
La processione era già stata filmata nel 1939 da Giacomo Pozzi Bellini con lo stesso titolo.

## Riconoscimenti
- 1959 - Mostra internazionale d'arte cinematografica
  - Premio per i film su paesi, gente e folklore[1]